# Pugionium dolabratum
Pugionium dolabratum là một loài thực vật có hoa trong họ Cải. Loài này được Maxim. miêu tả khoa học đầu tiên năm 1880.